# ATC代码 (A03)
ATC代码A03（治疗功能性胃肠疾病的药物）是解剖学治疗学及化学分类系统的一个药物分组，这是由世界卫生组织药物统计方法整合中心所制定的药品及其它医用产品的官方分类系统。分组A03是A消化系统和代谢系统的一部分。
兽用代码（ATCvet码）可以在人用ATC代码前加Q字母：QA03等。没有相应人用ATC代码的ATCvet在以下列表中通过前置Q字母表示。
国家ATC分类可能包括列表中没有的其它分类，列表为世界卫生组织（WHO）版本。

## A03A 治疗功能性肠道疾病的药物（Drugs for functional bowel disorders）

### A03AA 合成的抗胆碱能药物，带叔胺基团的酯类（Synthetic anticholinergics, esters with tertiary amino group）
A03AA01 羟苄利明（Oxyphencyclimine）
A03AA03 卡米罗芬（Camylofin）
A03AA04 美贝维林（Mebeverine）
A03AA05 曲美布汀（Trimebutine）
A03AA06 罗西维林（Rociverine）
A03AA07 双环维林（Dicycloverine）
A03AA08 双己维林（Dihexyverine）
A03AA09 双苯美林（Difemerine）
A03AA30 哌立度酯（Piperidolate）

### A03AB 合成的抗胆碱能药物，季铵盐化合物类（Synthetic anticholinergics, quaternary ammonium compounds）
A03AB01 苯咯铵（Benzilone）
A03AB02 格隆铵（Glycopyrronium）
A03AB03 奥芬铵（Oxyphenonium）
A03AB04 喷噻铵（Penthienate）
A03AB05 丙胺太林（Propantheline）
A03AB06 奥替溴铵（Otilonium bromide）
A03AB07 甲胺太林（Methantheline）
A03AB08 曲地铵（Tridihexethyl）
A03AB09 异丙铵（Isopropamide）
A03AB10 己环铵（Hexocyclium）
A03AB11 泊尔定（Poldine）
A03AB12 美喷酯（Mepenzolate）
A03AB13 贝弗宁（Bevonium）
A03AB14 哌喷酯（Pipenzolate）
A03AB15 二苯马尼（Diphemanil）
A03AB16 (2-二苯甲氧乙基)二乙基甲基碘铵（(2-benzhydryloxyethyl)diethyl-methylammonium iodide）
A03AB17 替莫碘胺（Tiemonium iodide）
A03AB18 吡芬溴铵（Prifinium bromide）
A03AB19 噻哌溴铵（Timepidium bromide）
A03AB21 苯维铵（Fenpiverinium）
A03AB53 奥芬溴铵，复方（Oxyphenonium, combinations）
QA03AB90 苄替米特（Benzetimide）
QA03AB92 碳酰胆碱（Carbachol）
QA03AB93 新斯的明（Neostigmin）

### A03AC 合成的解痉药，带叔胺的酰胺类（Synthetic antispasmodics, amides with tertiary amines）
A03AC02 二甲氨基丙基吩噻嗪（Dimethylaminopropionylphenothiazine）
A03AC04 尼非他胺（Nicofetamide）
A03AC05 苯酰胺桂胺（Tiropramide）

### A03AD罂粟碱及其衍生物（Papaverine and derivatives）
A03AD01 罂粟碱（Papaverine）
A03AD02 屈他维林（Drotaverine）
A03AD30 莫沙维林（Moxaverine）

### A03AE 作用于5-羟色胺受体的药物（Drugs acting on serotonin receptors）
A03AE01 阿洛司琼（Alosetron）
A03AE02 替加色罗（Tegaserod）
A03AE03 西兰司琼（Cilansetron）
A03AE04 普卡必利（Prucalopride）

### A03AX 治疗功能性肠道疾病的其它药物（Other drugs for functional bowel disorders）
A03AX01 芬哌丙烷（Fenpiprane）
A03AX02 地索普明（Diisopromine）
A03AX03 氯苄沙明（Chlorbenzoxamine）
A03AX04 匹维铵（Pinaverium）
A03AX05 非诺维林（Fenoverine）
A03AX06 依丹帕明（Idanpramine）
A03AX07 普罗沙唑（Proxazole）
A03AX08 阿尔维林（Alverine）
A03AX09 曲匹布通（Trepibutone）
A03AX10 异美汀（Isometheptene）
A03AX11 卡罗维林（Caroverine）
A03AX12 间苯三酚（Phloroglucinol）
A03AX13 硅氧烷（Silicones），包括西甲硅油（simeticone）
A03AX30 三甲基二苯丙胺（Trimethyldiphenylpropylamine）
A03AX58 阿尔维林复方（Alverine, combinations）
QA03AX63 聚硅酮，复方Silicones, combinations
QA03AX90 Physiostigmin
QA03AX91 Macrogol ricinoleat (NFN)

## A03B 颠茄及其衍生物（Belladonna and derivatives, plain）

### A03BA 颠茄生物碱，叔胺类（Belladonna alkaloids, tertiary amines）
A03BA01 阿托品（Atropine）
A03BA03 莨菪碱（Hyoscyamine）
A03BA04 颠茄总生物碱（Belladonna total alkaloids）

### A03BB 半合成的颠茄生物碱，季铵盐类化合物（Belladonna alkaloids, semisynthetic, quaternary ammonium compounds）
A03BB01 丁基莨菪胺（Butylscopolamine）
A03BB02 甲基阿托品（Methylatropine）
A03BB03 甲基莨菪胺（Methylscopolamine）
A03BB04 芬托铵（Fentonium）
A03BB05 西托溴铵（Cimetropium bromide）

## A03C 复方中有安定药的解痉药（Antispasmodics in combination with psycholeptics）

### A03CA 复方中有安定药的合成抗胆碱能药（Synthetic anticholinergic agents in combination with psycholeptics）
A03CA01 异丙铵和安定药（Isopropamide and psycholeptics）
A03CA02 克利铵和安定药（Clidinium and psycholeptics）
A03CA03 羟苄利明和安定药（Oxyphencyclimine and psycholeptics）
A03CA04 奥替溴铵和安定药（Otilonium bromide and psycholeptics）
A03CA05 格隆铵和安定药（Glycopyrronium and psycholeptics）
A03CA06 贝弗宁和安定药（Bevonium and psycholeptics）
A03CA07 安布溴铵和安定药（Ambutonium and psycholeptics）
A03CA08 二苯马尼和安定药（Diphemanil and psycholeptics）
A03CA30 依美铵和安定药（Emepronium and psycholeptics）
A03CA34 丙胺太林和安定药（Propantheline and psycholeptics）

### A03CB 复方中有安定药的颠茄及其衍生物（Belladonna and derivatives in combination with psycholeptics）
A03CB01 甲基莨菪胺和安定药（Methylscopolamine and psycholeptics）
A03CB02 颠茄总生物碱和安定药（Belladonna total alkaloids and psycholeptics）
A03CB03 阿托品和安定药（Atropine and psycholeptics）
A03CB04 甲基后阿托品和安定药（Methylhomatropine and psycholeptics）
A03CB31 莨菪碱和安定药（Hyoscyamine and psycholeptics）

## A03D 复方中有镇痛药的其它解痉药（Antispasmodics in combination with analgesics）

### A03DA 复方中有镇痛药的合成抗胆碱能药（Synthetic anticholinergic agents in combination with analgesics）
A03DA01 托齐林和镇痛药（Tropenzilone and analgesics）
A03DA02 吡托非农和镇痛药（Pitofenone and analgesics）
A03DA03 贝弗宁和镇痛药（Bevonium and analgesics）
A03DA04 环隆铵和镇痛药（Ciclonium and analgesics）
A03DA05 卡米罗芬和镇痛药（Camylofin and analgesics）
A03DA06 曲司铵和镇痛药（Trospium and analgesics）
A03DA07 替莫碘胺和镇痛药（Tiemonium iodide and analgesics）

### A03DB 复方中有镇痛药的颠茄及其衍生物（Belladonna and derivatives in combination with analgesics）
A03DB04 丁基莨菪胺和镇痛药（Butylscopolamine and analgesics）

## A03F 胃肠动力药（Propulsives）

### A03FA 胃肠动力药（Propulsives）
A03FA01 甲氧氯普胺（Metoclopramide）
A03FA02 西沙必利（Cisapride）
A03FA03 多潘立酮（吗叮啉）（Domperidone）
A03FA04 溴必利（Bromopride）
A03FA05 阿立必利（Alizapride）
A03FA06 氯波必利（Clebopride）
QA03FA90 毒扁豆碱（Physiostigmine）